# Oorlogskruis (Noorwegen)
Het Noorse Oorlogskruis (Noors: Krigskorset), ook "Kruis voor Dapperheid" geheten, werd op 23 mei 1941 door koning Haakon VII ingesteld. De onderscheiding is bedoeld voor Noorse en geallieerde officieren en manschappen die zich in de strijd onderscheidden door dapperheid of leiderschap. Het kruis wordt vóór alle andere Noorse onderscheidingen gedragen.
Het kruis werd ook postuum verleend.

## Het versiersel
Het bronzen kruis, een "klaverkruis" dat door de Noren ook "Olafkruis" genoemd wordt, heeft vier armen met een klavermotief aan de einden. In het midden is het gekroonde Noorse wapenschild met de leeuw geplaatst. Tussen kruis en lint is een scharnierende beugel in de vorm van een krans aangebracht. De keerzijde is glad.
Het lint is rood met een brede wit-blauw-witte streep. Men draagt de onderscheiding op de linkerborst.
Anders dan bij veel andere oorlogskruisen worden er geen sterren of palmen op het lint gedragen. Men bevestigt een klein zwaard op het lint en op de baton per keer dat de onderscheiding aan een individu werd verleend.